# Sclerogaster xerophilus
Sclerogaster xerophilus är en svampart som beskrevs av Fogel 1977. Sclerogaster xerophilus ingår i släktet Sclerogaster och familjen Sclerogastraceae.   Inga underarter finns listade i Catalogue of Life.